# Chủ nghĩa khế ước
Chủ nghĩa khế ước (trong tiếng Anh: contractualism) là một ý tưởng hợp pháp hóa cho sự biện minh về mặt đạo đức và thể chế của các hệ thống pháp luật nhà nước. (thuật ngữ này là một thành phần gia đình cho tất cả các lý thuyết hợp đồng về xã hội học bao gồm cả khế ước xã hội). Có thể chấp nhận sự đồng ý thực tế của các bên đối với một giao kèo như một tiêu chí hoặc hợp đồng giả định (thỏa thuận có được của tất cả các bên liên quan), hoặc về đạo đức học được phát triển trong những năm gần đây bởi nhà triết học người Mỹ Thomas Scanlon, đặc biệt là trong cuốn sách What We Owe to Each Other (xuất bản năm 1998).
Các nhà tư tưởng lý luận chính trị theo chủ nghĩa khế ước từ lịch sử bao gồm: Hugo Grotius (1625), Thomas Hobbes (1651), Samuel Pufendorf (1673), John Locke (1689), Jean-Jacques Rousseau (1762), và Immanuel Kant (1797); gần đây là John Rawls (1971), David Gauthier (1986) và Philip Pettit (1997).

## Nghiên cứu
- Ashford, Elizabeth and Mulgan, Tim. 2007. 'Contractualism'. Trong Edward N. Zalta (chủ biên), Từ điển bách khoa triết học Stanford (truy cập tháng 6 năm 2020).
- Cudd, Ann. 2007. 'Contractarianism'. Trong Edward N. Zalta (chủ biên), Từ điển bách khoa triết học Stanford. (Phiên bản hè 2007).
- Scanlon, T. M. 1998. What We Owe to Each Other. Cambridge, Massachusetts
- Scanlon, T. M. 2003. Khó khăn của sự khoan dung: Các tiểu luận trong triết học chính trị. Nhà xuất bản Đại học Cambridge
- David Gauthier: Morals by Agreement, Oxford: Clarendon Press 1986.
- T. Nagel: Equality and Partiality, Oxford University Press 1991.